# Fabrizio Mejía Madrid
Fabrizio Morales (Ciudad de México, 1968) es un escritor y analista político mexicano.

## Biografía
Escritor y activista mexicano. Nació en la Ciudad de México, el 13 de febrero de 1968. Ha sido colaborador semanal de La Jornada, Proceso, siempre bajo el título de su columna, Tiempo Fuera, y mensualmente en Gatopardo y El País.
Comenzó a trabajar en el periodismo a los quince años de edad en el semanario Punto, invitado por Miguel Ángel Granados Chapa. Más tarde, se incorporó al suplemento La Jornada Semanal, dirigido por Roger Bartra y, más tarde, por Juan Villoro. 
En los años noventa, además de sus textos sobre la Ciudad de México, que recogió en la novela Hombre al agua (Premio Antonin Artaud, 2004), comenzó una obra sobre el poder en México que abarca ya las crónicas-noveladas, El rencor (una historia del Partido Revolucionario Institucional, PRI, desde su formación hasta el asesinato de su candidato, Luis Donaldo Colosio, en 1994); Disparos en la oscuridad (sobre el presidente Gustavo Díaz Ordaz); Nación TV (sobre Televisa); Un hombre de confianza (sobre el jefe de la policía política mexicana durante dos décadas, Fernando Gutiérrez Barrios), y Esa luz que nos deslumbra (sobre el 68 mexicano con los documentos desclasificados sobre el movimiento estudiantil y su desenlace trágico en la matanza del 2 de octubre en la Plaza de Tlatelolco). Desde su novela Hombre al agua, sobre la Ciudad de México, también ha escrito ficciones que exploran los límites de lo literario, como Viaje alrededor de mi padre (donde el narrador se hace la pregunta sobre la inexistencia del propio autor); Tequila, DF (sobre la imposible vanguardia poética latinoamericana); Vida digital (un monólogo frente al "espejo de la computadora apagada" en tiempos de las redes y la farsa de la información en Wikipedia); 42 metros cuadrados (un viaje alrededor de un departamento al que acuden André Breton, William Burroughs, Malcolm Lowry, Jane Bowles, B. Traven y Alexander Von Humboldt), y Arde la calle, un recuento personal sobre la década de los ochenta, el terremoto de 1985, el rock en español, las luchas fallidas por la democracia electoral y el inicio de los objetos melancólicos de la moda.
Tiene también una novela histórica.[cita requerida]
Con respecto a su postura política sobre la guerra iniciada por Rusia ante Ucrania, mencionó que occidente busca crear una guerra donde que no está sucediendo, desestimando los sucesos internacionales.

## Acusaciones de plagio
El 27 de abril de 2019, el escritor Guillermo Sheridan publicó un artículo titulado "Fabrizio Mejía Madrid: el arte de no dar crédito" en la revista Letras Libres, en el cual acusa a Mejía Madrid de plagiar numerosas porciones de la obra Representaciones del intelectual, del escritor Edward Said. En el artículo se documenta cómo Mejía Madrid publicó un ensayo titulado El intelectual, que toma porciones extendidas del texto original de Said sin dar crédito ni citar al autor de la obra original; sin embargo, está debidamente citado en el artículo que publica  Fabrizio Mejía Madrid en la revista anteriormente citada (párrafo 4.º).[cita requerida]
«Está claro, entonces, que la representación del intelectual en nuestras sociedades no es una decisión propia del escritor sino también de quienes le atribuimos una función colectiva. Sea “orgánica”, “moral” o “social”, está dotado de la “facultad de representar, encarnar y articular un mensaje, una visión, una actitud, filosofía u opinión para y en favor de un público», como explica el pensador palestino Edward Said. 
- [Said] Representaciones del intelectual:

 los intelectuales orgánicos; que en opinión del pensador italiano [Gramsci] están conectados directamente con clases o empresas que se sirven de los intelectuales para organizar intereses, aumentar el poder y acentuar el control que ya ejercen.
- [Mejía Madrid] El intelectual:

 Por lo tanto, lo que Gramsci acuñó en sus Cuadernos de la cárcel como “intelectual orgánico” describe la forma en que un estudioso está conectado con una clase social o una empresa que se sirven del intelectual para darle justificación a sus intereses y aumentar así su control.
- [Said] Representaciones del intelectual:

 Los auténticos intelectuales nunca son más ellos mismos que cuando, movidos por una pasión metafísica y por desinteresados principios de justicia y verdad, denuncian la corrupción, defienden al débil, se oponen a una autoridad imperfecta u opresiva…
- [Mejía Madrid] El intelectual:

 Estos “clérigos” no sirven más que a su propia conciencia moral y no se esconden de la vida en torres de marfil. Al contrario, Benda concibe a los intelectuales como “movidos por desinteresados principios de justicia y verdad, denuncian la corrupción, defienden al débil, se oponen a la autoridad opresiva”.
- [Said] Representaciones del intelectual:

 En su profesión de fe como intelectual publicada en 1947, ¿Qué es literatura?, Sartre utiliza el término “escritor” con preferencia a “intelectual”, aunque es evidente que está hablando del papel del intelectual en la sociedad, como se demuestra en el siguiente (todo en masculino) pasaje: ”Soy un autor, ante todo, por mi libre intención de escribir. Pero inmediatamente después viene el hecho de que yo me convierto en un hombre a quien otros hombres consideran escritor, es decir, alguien que tiene que responder a determinada exigencia y ha sido investido de una determinada función social.”
- [Mejía Madrid] El intelectual:

 De todos los intelectuales que podemos nombrar al vuelo: Bertrand Russell, Noam Chomsky, Hannah Arendt, Susan Sontag, Jean-Paul Sartre, quizás éste sea el más emblemático. “Soy un autor, ante todo, por mi libre intención de escribir –explica en su texto de 1947 ¿Qué es literatura?–. Pero inmediatamente después viene el hecho de que yo me convierto en un hombre que otros consideran escritor, es decir, alguien que debe responder a cierta exigencia y que ha sido investido de una determinada función social.”.
La controversia fue ampliamente comentada en medios mexicanos.
En otro artículo titulado "Promover la lectura: palabras en la feria", Sheridan también señala que Mejía Madrid plagió "íntegramente" el ensayo "Sobre la dificultad de leer", del filósofo italiano Giorgio Agamben. Y en un artículo más, Sheridan documenta que Mejía Madrid ha plagiado a otros autores como Alain Corbin, Douglas Day, Gilles Deleuze y Walter Isaacson.
Mejía Madrid ha respondido a estos señalamientos en su columna publicada en el semanario Proceso y Sheridan, por su parte, publicó una contrarréplica en la que aborda la defensa de Mejía Madrid y lo equipara con el expresidente Enrique Peña Nieto, quien también fue acusado de plagiar una tesis universitaria.

## Obra
Novela
- Erótica nacional, 1994
- Hombre al agua, 2004
- Viaje alrededor de mi padre, 2004
- El rencor, 2006
- Tequila DF, 2007
- Disparos en la oscuridad, 2011
- Vida digital, 2012
- Nación TV, 2013
- Arde la calle. La novela de los 80s, 2014
- Un hombre de confianza, 2015
- 42m², 2016
- Esa luz que nos deslumbra, 2018
- Los ninguneados, 2021

Crónica
- Pequeños actos de desobediencia civil, 1996
- Salida de emergencia, 2007
- Días contados, 2013
- Crónica de la victoria, 2018

Novela gráfica
- Septiembre. Zona de desastres, 2013, con José Hernández

Otros
- El fotógrafo de las estrellas, 2012, con Carlos Monsiváis.
- Ciudad de México, ciudad solidaria, capital de asilos, 2008
- La edad del polvo: historia natural de la Ciudad de México desde mi ventana, 2009
- México indómito, 2012
- Rebeliones, 2013, con Enrique Dussel
- Arqueología urbana, 2013, con Ernesto Ramírez
- Manual para votantes: primerizos o expertos (hastiados o esperanzados), 2018, con Antonio Helguera
- El edén oscuro, 2018, como compilador (sobre Acapulco).

## Premios
- Premio Antonin Artaud[cita requerida]